# Sac dural
Le sac dural est la gaine membranaire (thèque) ou le tube de dure-mère qui entoure la moelle épinière et la queue-de-cheval. Le sac dural contient le liquide céphalorachidien qui fournit des nutriments et une flottabilité à la moelle épinière. Depuis le crâne, le tube adhère à l'os au niveau du foramen magnum et s'étend jusqu'à la deuxième vertèbre sacrée où il se rétrécit pour couvrir le filum terminal. Le long de la majeure partie du canal rachidien, il est séparé de la surface interne par l'espace épidural. Le sac a des projections qui suivent les nerfs rachidiens le long de leur chemin hors du canal vertébral qui deviennent les gaines de la racine durale. 

## Signification clinique
La citerne lombaire fait partie de l'espace sous-arachnoïdien. Cela correspond à l'espace à l'intérieur du sac dural qui s'étend de la partie inférieure de l'extrémité de la moelle épinière (le conus medularis), généralement au niveau de la première à la deuxième vertèbre lombaire, jusqu'à la réduction de la dure-mère au niveau de la deuxième vertèbre sacrée. Pendant une ponction lombaire (ponction lombaire), la dure-mère est percée à l'aide d'une aiguille. Pour l'anesthésie péridurale, un agent anesthésiant est injecté juste à l'extérieur du sac dural et diffuse à travers la dure-mère jusqu'aux racines nerveuses où ils sortent du sac dural, Pour l'anesthésie rachidienne, une injection est généralement administrée par voie intrathécale dans l'espace sous-arachnoïdien ou dans le canal rachidien. Cette voie d'administration peut également être utilisée pour l'administration de médicaments qui passeront dans la barrière hémato-encéphalique. 
Une perturbation dans le sac dural peut se produire en cas de complication d'une procédure médicale, à cause d'un traumatisme provoquant une fuite de liquide céphalorachidien ou à la suite d'une fuite de liquide céphalorachidien spontanée. 
Si la moelle épinière n'est pas libre de se déplacer dans le sac dural à cause d'attachements anormaux aux tissus, en particulier pendant la croissance, un syndrome de la moelle attaché peut survenir. 
Lors d'une malformation de la moelle épinière, une partie de la moelle épinière est divisée en deux moitiés parallèles. Le sac dural peut être divisé et entoure chaque partie avec un pic de cartilage ou d'os divisant les moitiés (type I), ou les deux moitiés peuvent être présentes dans le même sac avec une dure-mère liée à une bande de tissu fibreux (type II). 